# Tompaládony
Tompaládony là một thị trấn thuộc hạt Vas, Hungary. Thị trấn này có diện tích 9,44 km², dân số năm 2010 là 309 người, mật độ 33 người/km².